# 昌吉恐龙馆
昌吉恐龙馆是中华人民共和国新疆维吾尔自治区唯一的恐龙主题博物馆，位于昌吉回族自治州昌吉市建国路与世纪大道路口东南角。由昌吉市经济发展投资有限责任公司经营管理。昌吉恐龙馆陈展有蜥脚类、兽脚类、甲龙类、剑龙类恐龙和多种古生物骨骼化石上百块。其中以中加马门溪龙化石为镇馆之宝。
昌吉恐龙馆于2009年开建，2012年5月正式开馆。2022年4月，新疆维吾尔自治区文化和旅游厅（文物局）将昌吉博物馆列入《新疆维吾尔自治区特色博物馆》。

## 相关背景
中国对新疆古生物化石发掘工作缘起于20世纪20-30年代，古生物学家袁复礼随中国瑞典西北科学考察团进行中瑞西北科学考察。此次考察中，袁复礼发现和研究了大量兽形类爬行动物化石，其中新疆最早被系统发掘的便是在如今昌吉回族自治州吉木萨尔县三台镇大龙口的42具二叠纪到三叠纪的爬行动物化石，成果发表后，引发了各国学术界的关注。从此开启了对新疆境内古生物化石发掘和研究的工作。
1987年，中（国）加（拿大）考察队在新疆昌吉回族自治州奇台县的将军庙一带发现大量蜥脚类恐龙化石，后这些化石被命名为中加马门溪龙（Mamenchisaurus inocanadorum）。2006年，中国科学院古脊椎动物与古人类研究所在发现中加马门溪龙标本附近，又发掘出一具巨型蜥脚类恐龙化石，后被确定为中加马门溪龙的颈肋和颈椎。根据推测，这具马门溪龙的整体长度可达35米，比1987年发现的化石长5米，故当时被称为“亚洲第一龙”。这具化石发掘后，被运往北京进行修复工作。

## 建馆历史
2007年4月，新疆恐龙沟挖掘活动项目负责人，中国科学院古脊椎动物与古人类研究所研究员徐星表示"亚洲第一龙"会回到发现它的地方——新疆昌吉回族自治州。为迎接恐龙回家，昌吉州人民政府决定修建恐龙博物馆。
昌吉恐龙馆选址最初计划修建于新疆奇台硅化木-恐龙国家地质公园内，不过因为投资、交通等原因，最终选择在昌吉市建国路与世纪大道交接处修建昌吉恐龙馆。昌吉恐龙馆至少收到8种不同的设计方案，最终新疆建筑设计研究院王小东建筑创作研究室设计脱颖而出。昌吉恐龙馆于2009年开始兴建，2012年2月落成，5月正式对外开放。

## 基本陈列

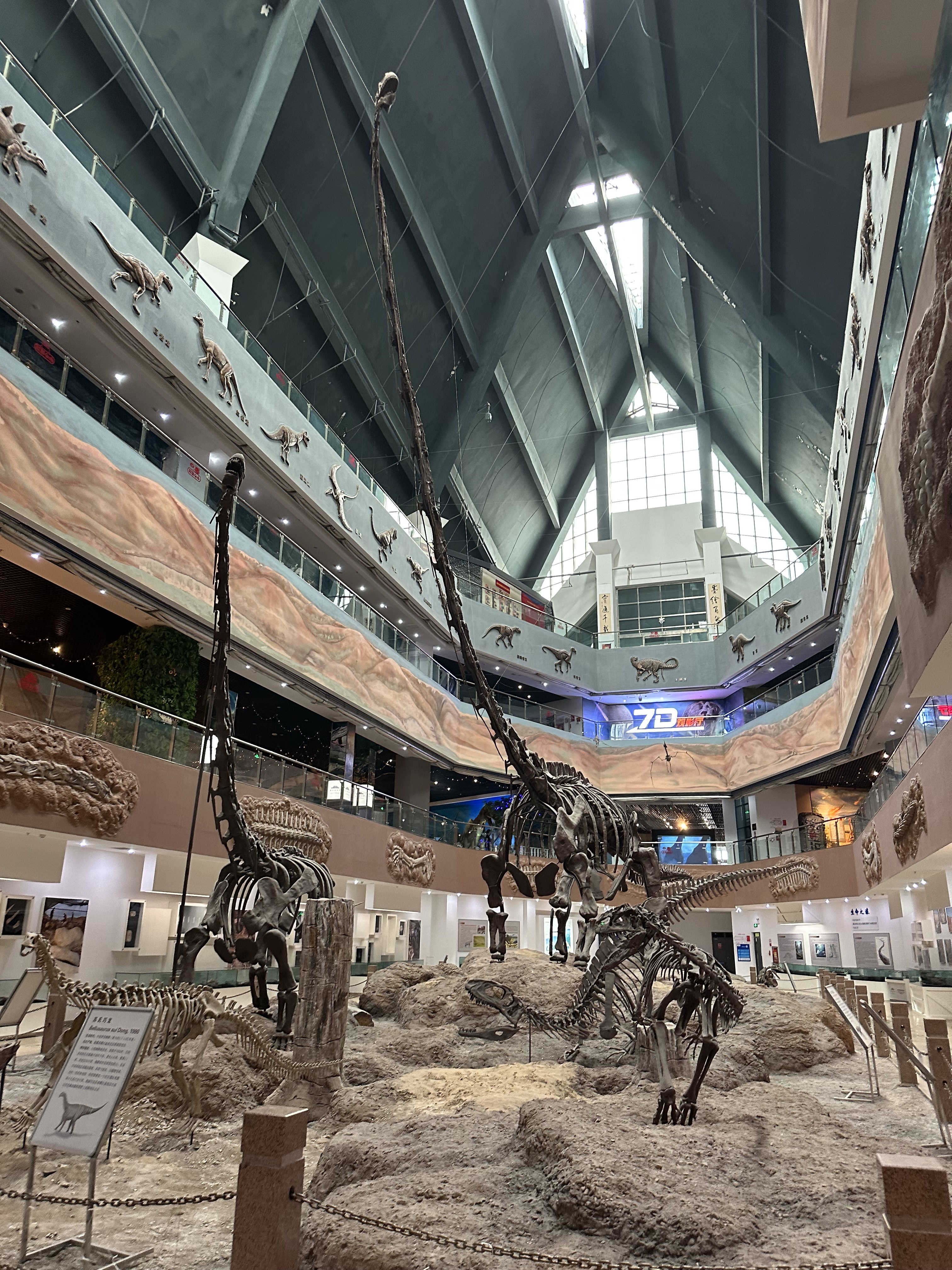
从负一楼看昌吉恐龙馆的恐龙连体骨架模型

昌吉恐龙馆大致分为五个部分，分别是科普教育区、科普展览区、科普互动区、科学研讨区、商务交流区。其中主要展区分布在博物馆一层和负一层。博物馆一层的展区共八个部分，由梦想之旅、绽放之旅、联合之旅、丝路之旅、恐龙百科等组成。展出包括超过100多个展板，讲述从中瑞西北科学考察开始的新疆古生物发掘历程以及各类恐龙相关的知识。一层也展出包括昌吉境内出土的天山龙、中华盗龙等恐龙化石。并有播放关于恐龙纪录片的影像播放室；恐龙生活场景模拟区。
负一层展出有体长35米，颈长15米的中加马门溪龙的化石，以及小新疆猎龙（Xinjiangovenator parvus）、魏氏准噶尔翼龙（Dsungaripterus weii）等上百块从准噶尔盆地、吐鲁番盆地等地出土的恐龙化石。负一楼中心贯穿整个建筑的近长方形天井，展陈有包括中加马门溪龙、苏氏巧龙、戈壁克拉美丽龙、董氏中华盗龙等恐龙骨骼化石1:1复制的连体骨架模型。除恐龙外，负一楼还展出有一些巨星古兽的化石，比如在哈密市发掘出土的天山副巨犀（Paraceratherium tienshanensis），复原后肩高可超4米，身高超9米，体重约30吨。除此之外，奇台县出土的硅化木以及包括六道湾乌鲁木齐鲵（Urumqia liudaowanensis）、斯氏准噶尔鳄（Junggarsuchus sloani）、准噶尔新疆龟（Xinjiangchelys junggarensis）等在内的鲵、鳕、鳄、龟、鱼、鲨等不同古生物骨骼化石。
昌吉博物馆二层主要是科普互动区，有根据恐龙化石记录，将皮肤弹性、关节活动方式等恐龙特性还原的仿真机械龙；也有依靠仿真、声光电控制、特效的影院还原恐龙生活场景。博物馆三层是用于新疆史前文化和生物挖掘等活动的交流场所。

## 主要展览
除基本陈列外，昌吉恐龙馆不定期会推出不同主题的展览，2018年展出翼龙3D胚胎化石的《飞向白垩纪——中国翼龙化石展》；2019年为展出湖北省郧阳县青龙山出土的超过170件形态各异恐龙蛋化石的《探秘白垩纪——恐龙蛋世界特展》；2020年为展出生物从海洋到陆地和天空的《我从海洋来——从鱼到人的生命之旅》；2021年为展出各类原生矿物和玉石、宝石、晶体的《恐龙的魔法石——矿物晶体展》；2022年为展出从石器时代到机器时代不同时期人类生产工具进化、变化的《人类生产工具演化主题展》等。

## 建筑特色

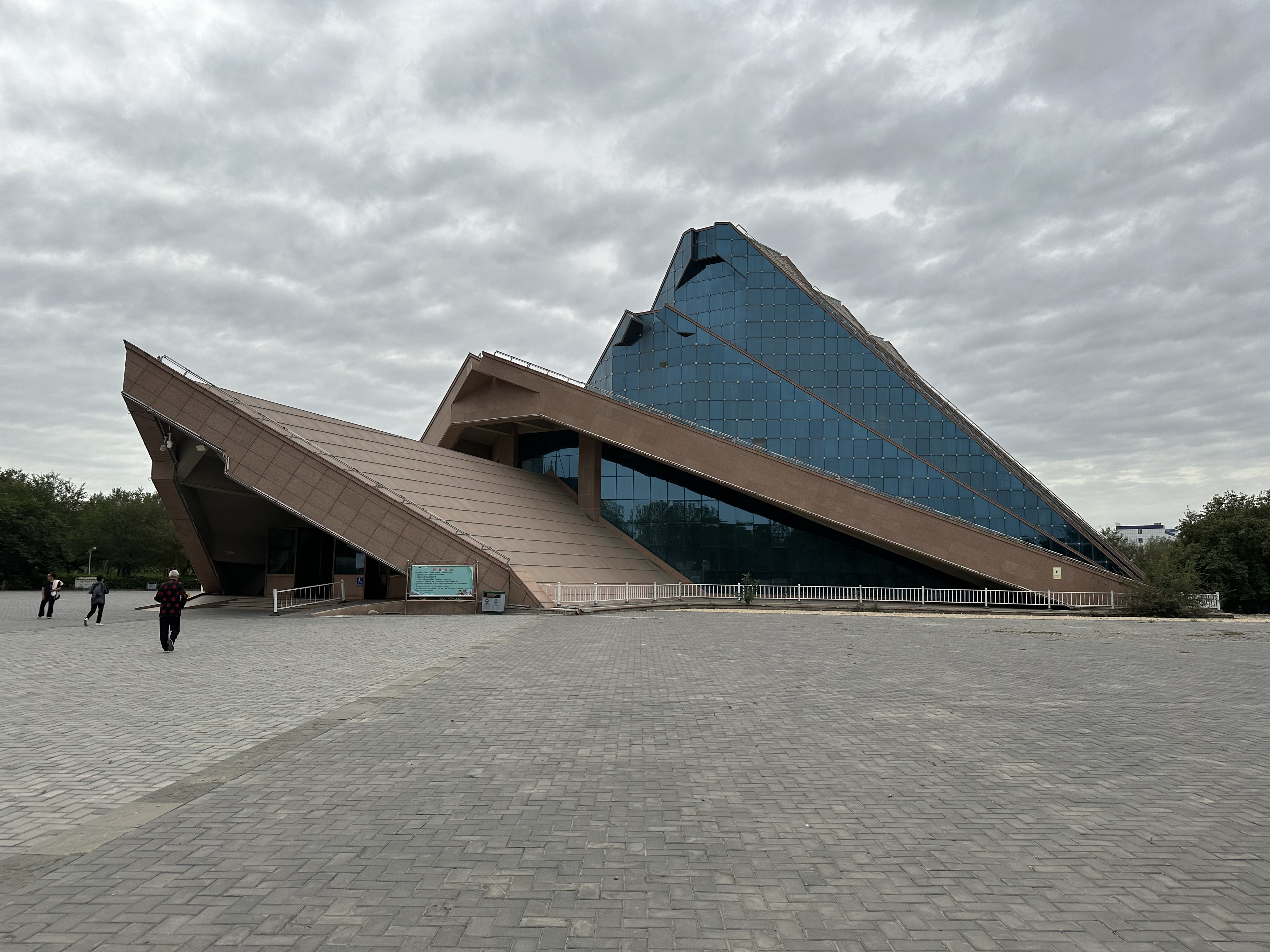
昌吉恐龙馆

昌吉恐龙馆由新疆建筑设计研究院王小东建筑创作研究室设计。昌吉恐龙馆总建筑用地约8730平方米，占地超过55300平方米。建筑是外形类似正在趴着的古生物的钢筋混泥土结构建筑。外侧有8组南北走向前后错落层叠的斜坡面墙体，各组斜坡面墙体跨度不一、高低不等、基本呈等腰三角形，组成古生物的8个部位，分别是头、脖、肩、背、腰、臀、胯、尾。其中东西两侧的斜坡面墙体最大，形成门楣飞檐。斜坡顶层为数千块土黄色大理石，形成恐龙机体本色。各斜坡面墙体间的竖切面由平面透阳遮光玻璃墙链接。建筑内部可分为地下一层、地上三层，且贯通一体。

## 图库

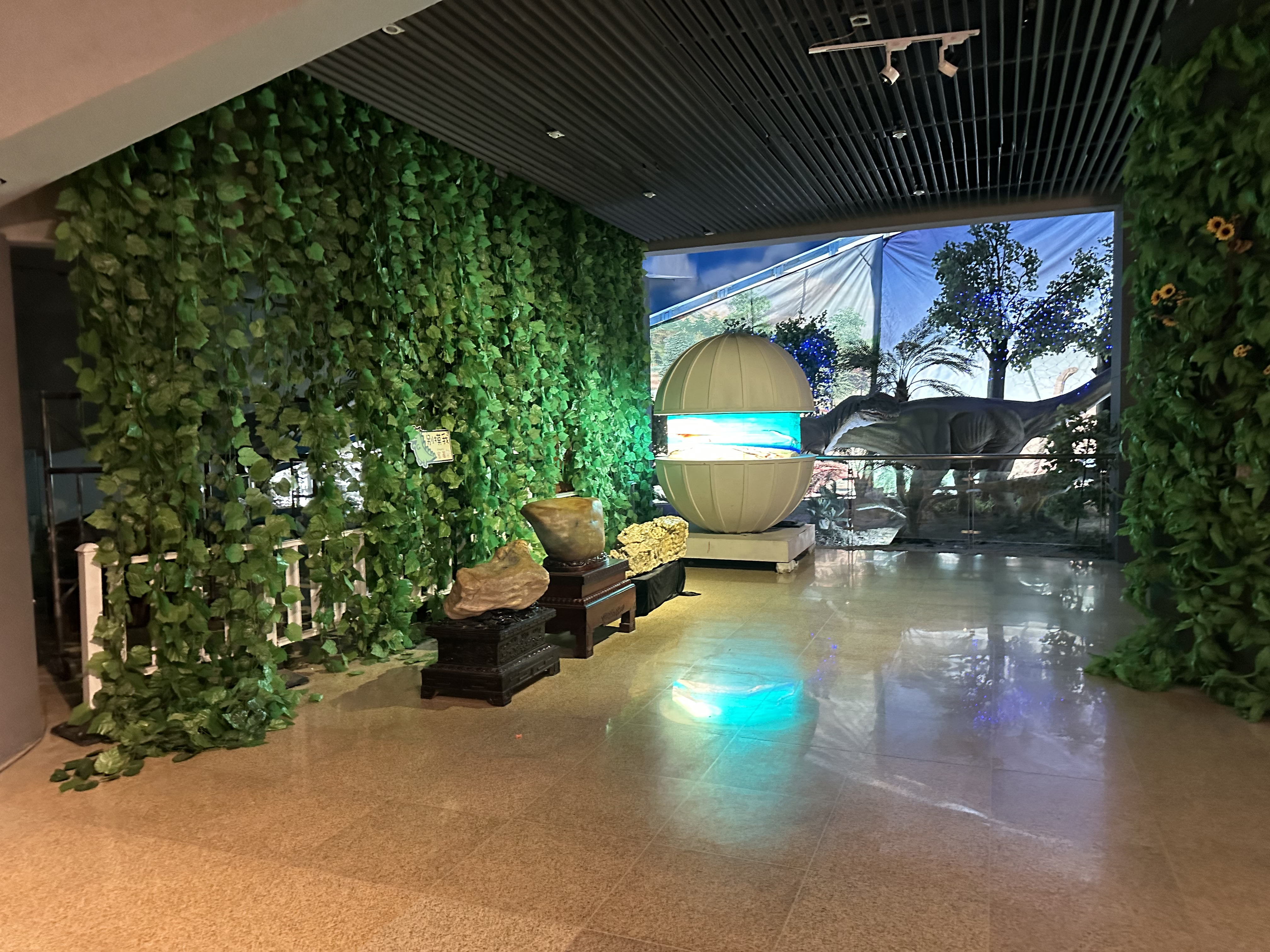
昌吉恐龙馆内一角
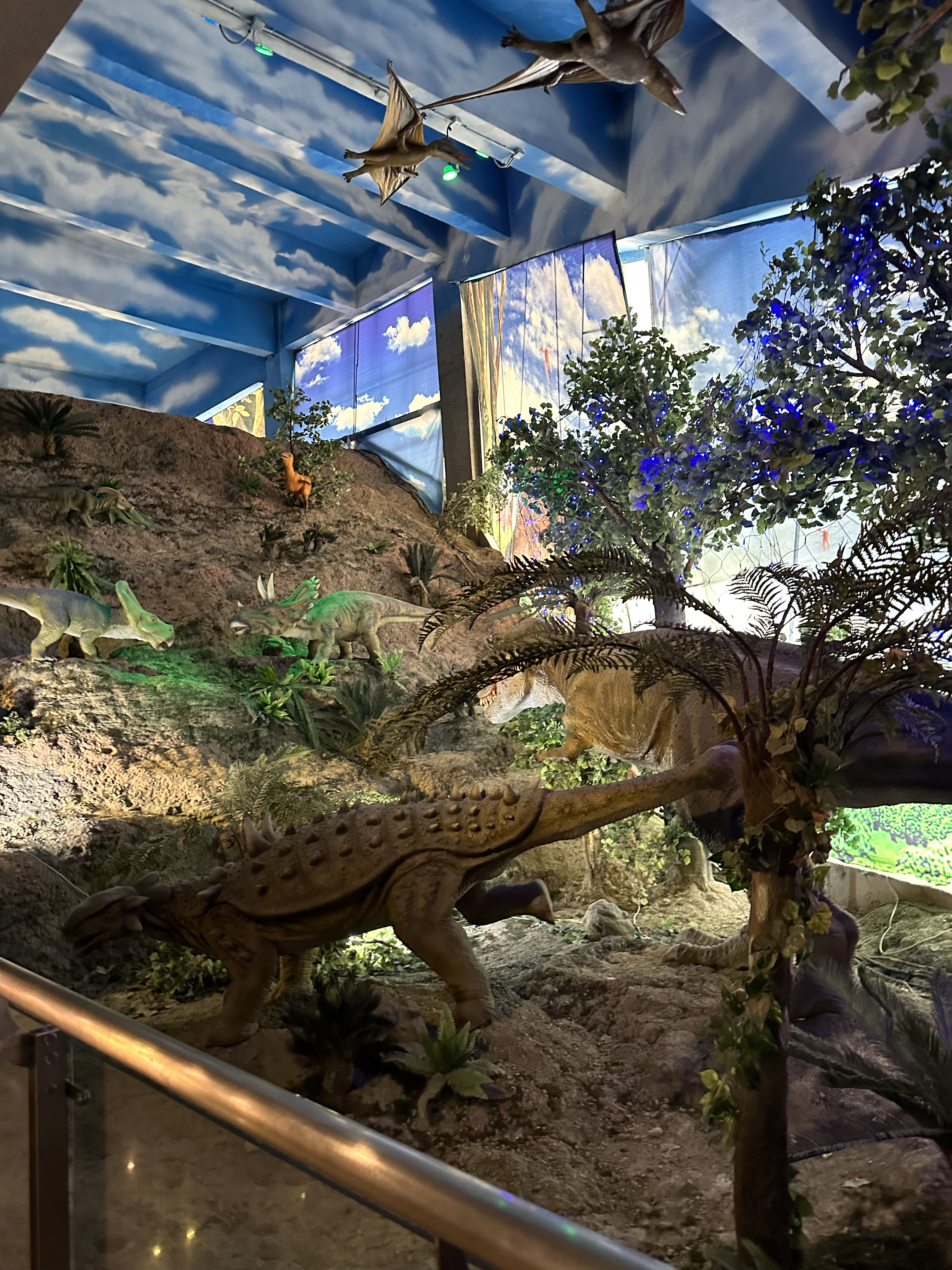
白垩纪恐龙生活场景复原
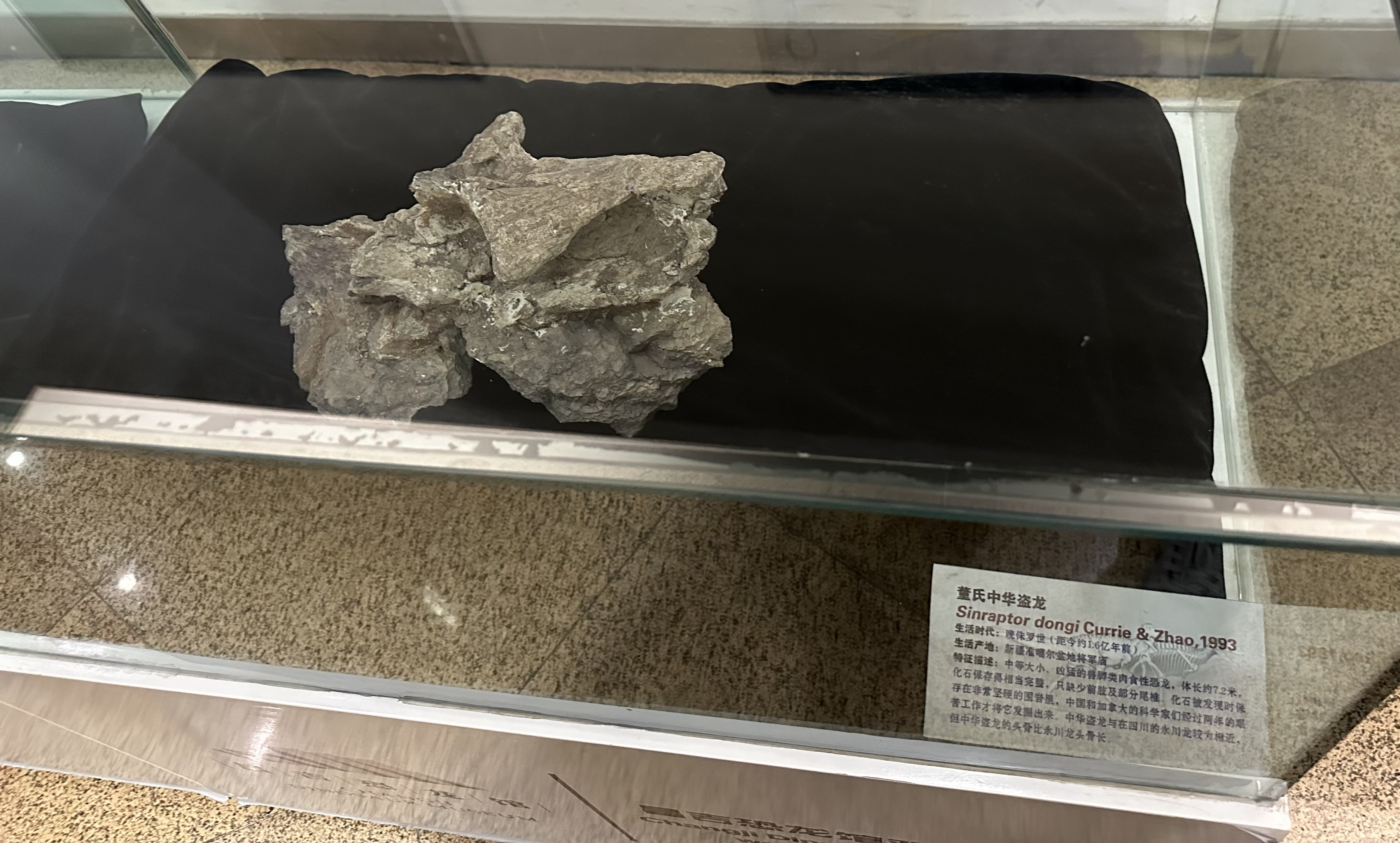
董氏中华盗龙（Sinraptor dongi）
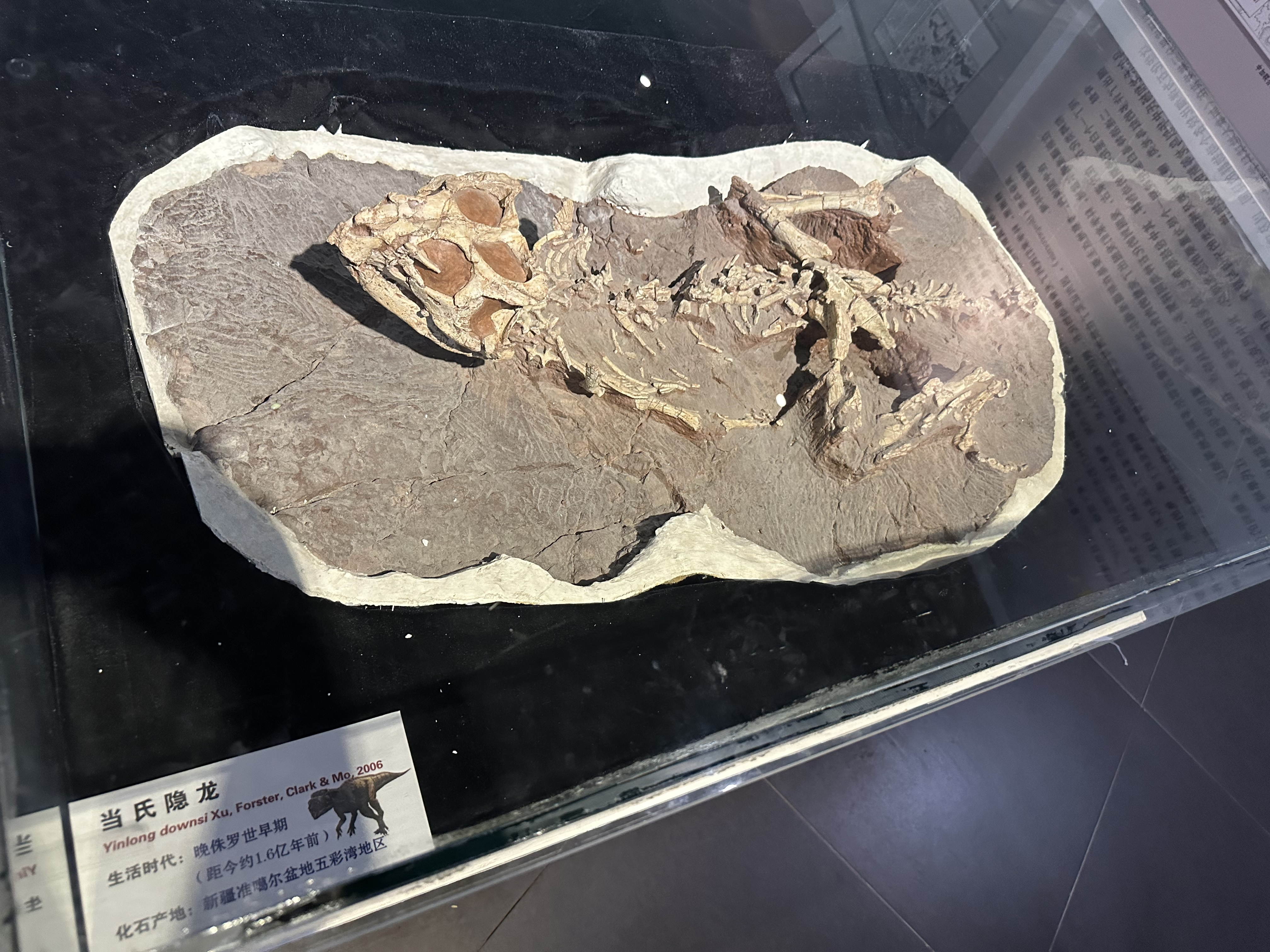
当氏隐龙（Yinlong downsi）
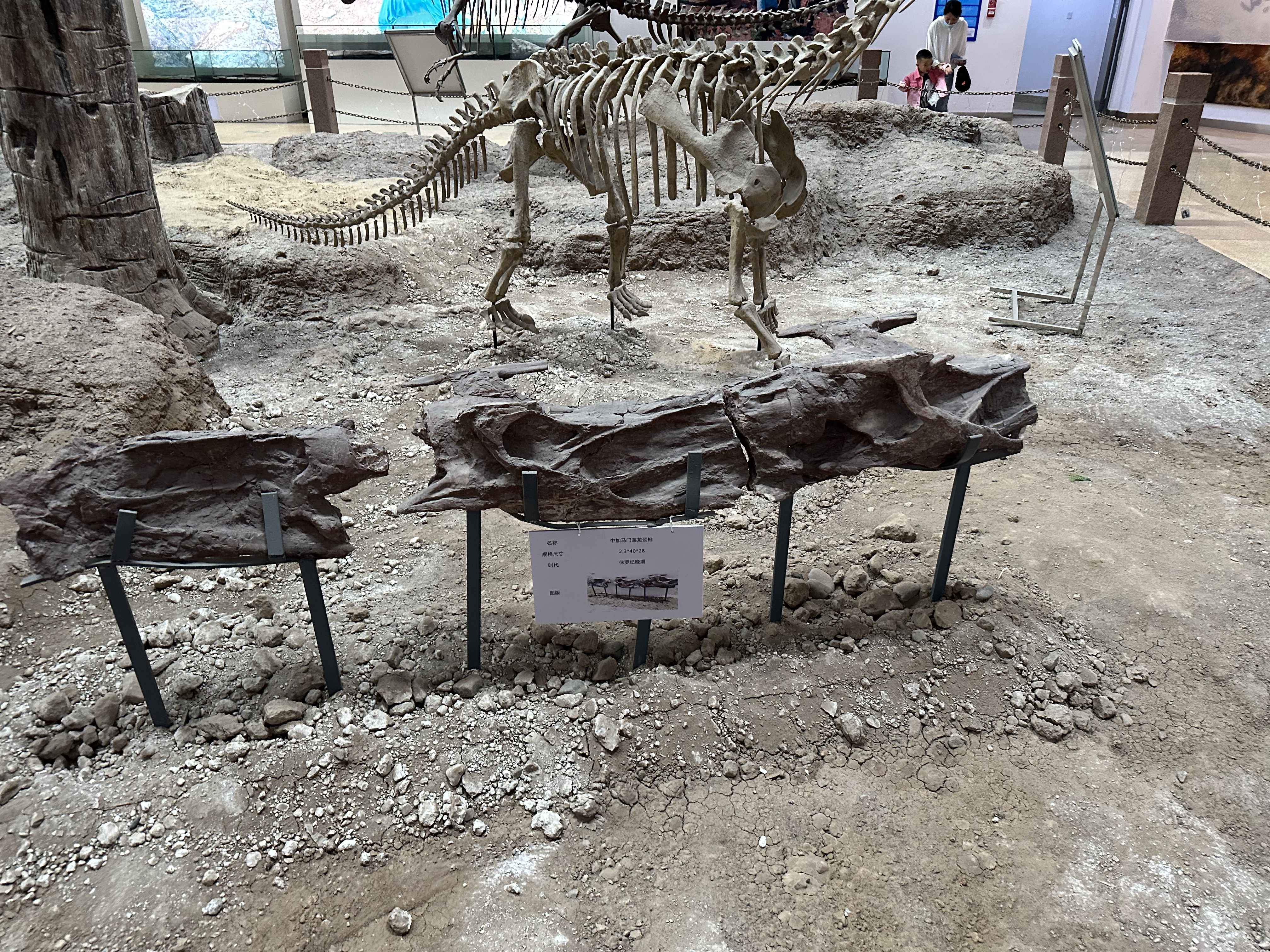
中加马门溪龙（Mamenchisaurus sinocanadorum）颈椎
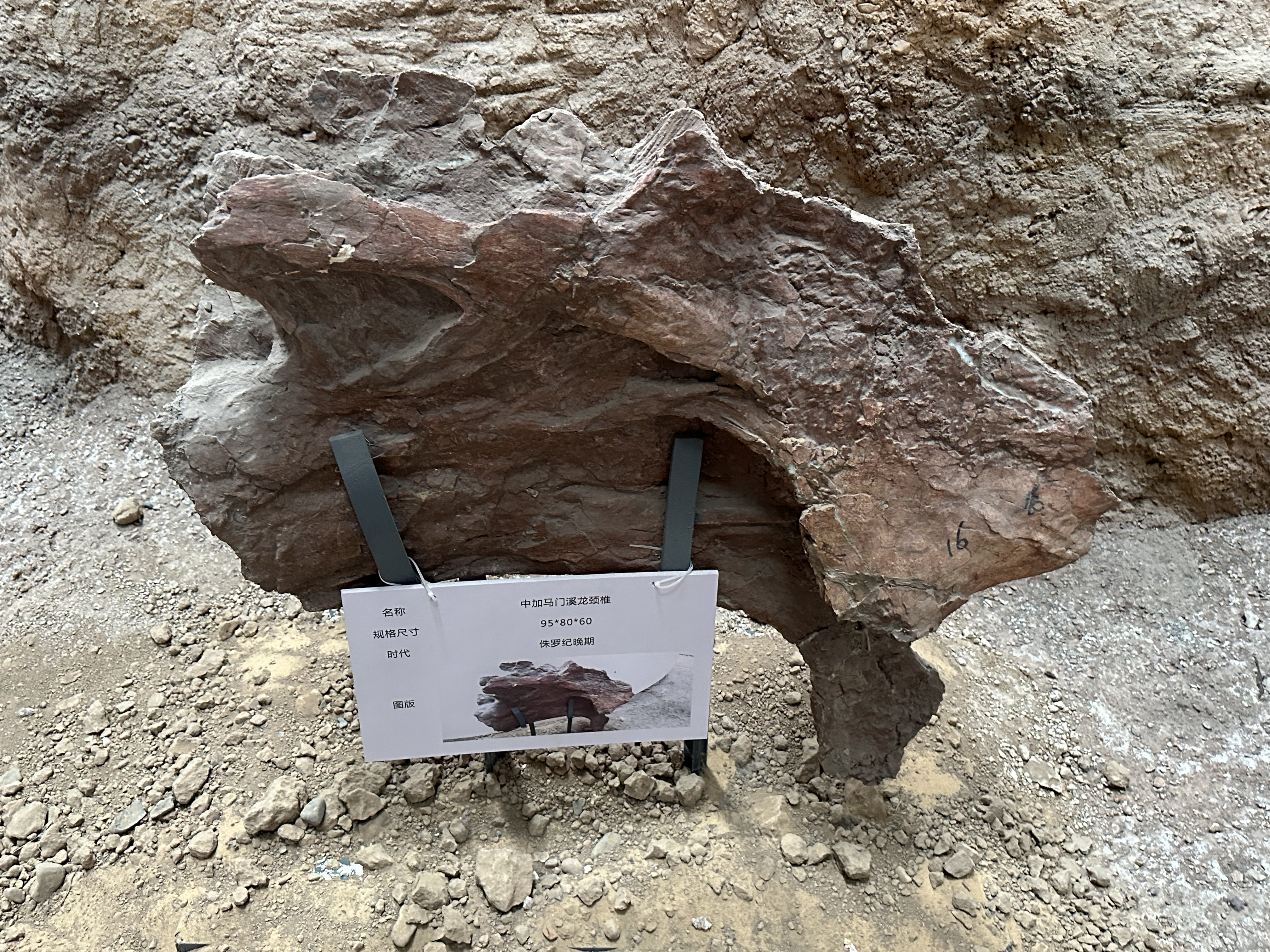
中加马门溪龙颈椎
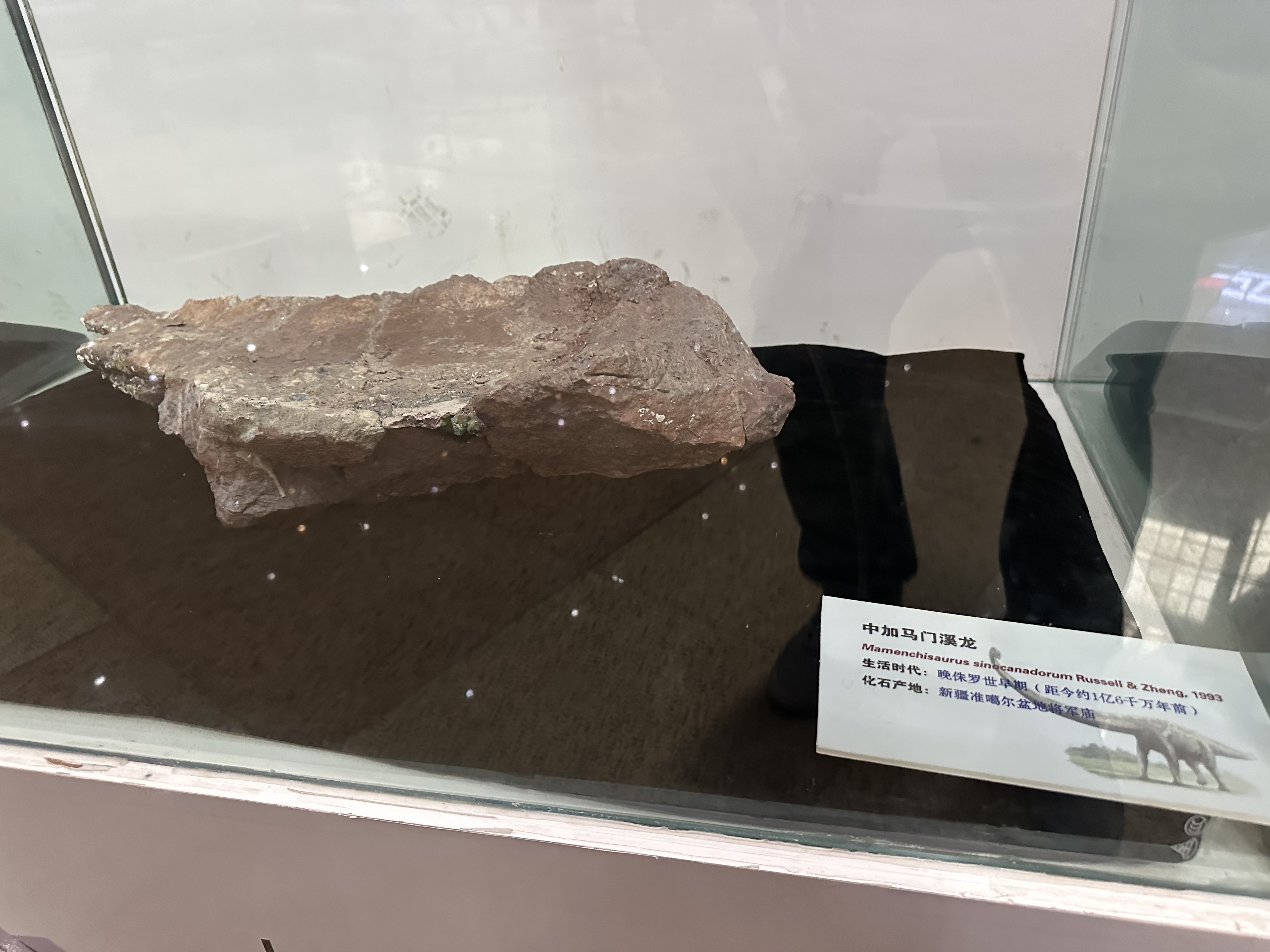
中加马门溪龙化石
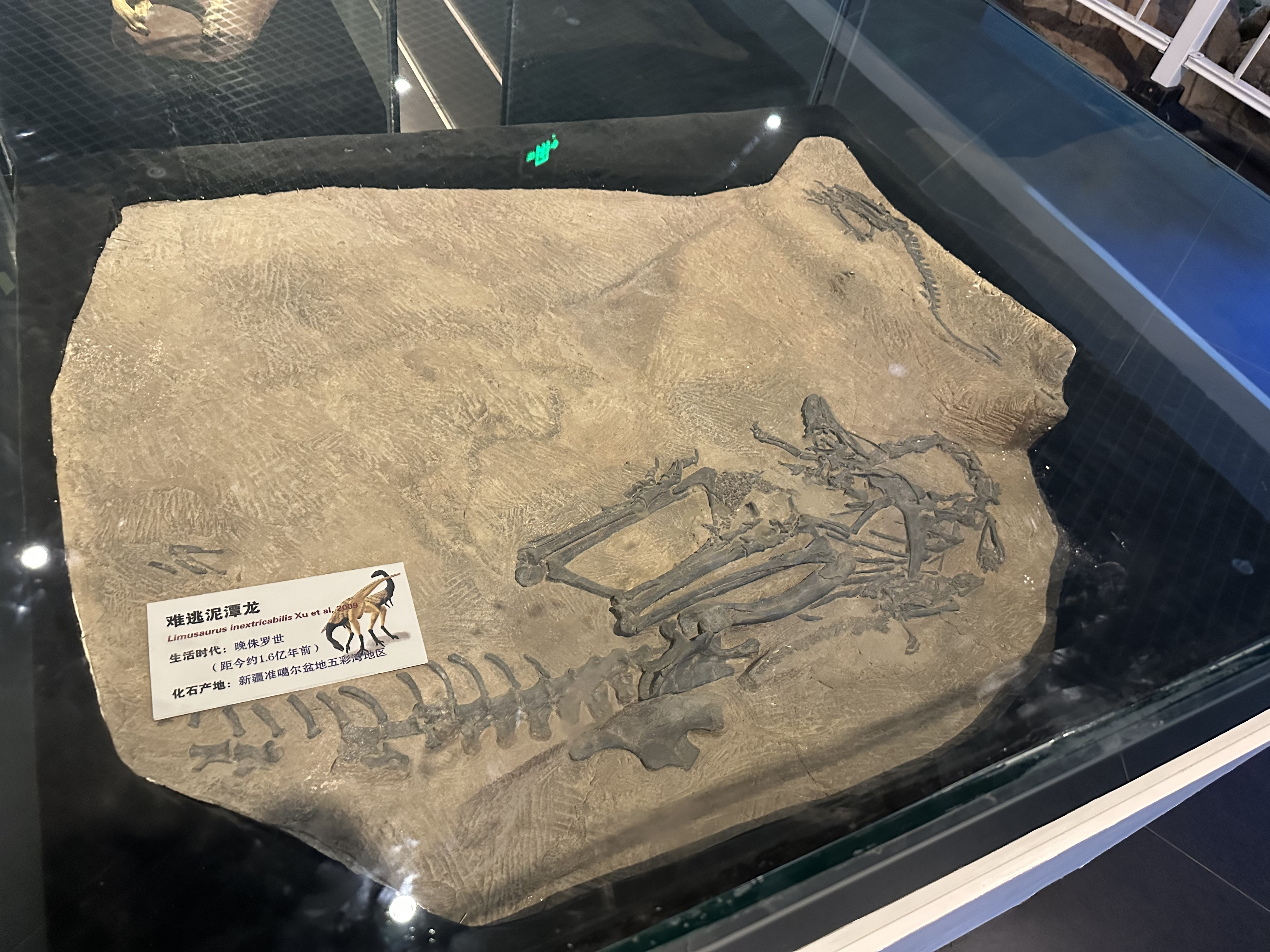
难逃泥潭龙（Limusaurus inextricabilis）
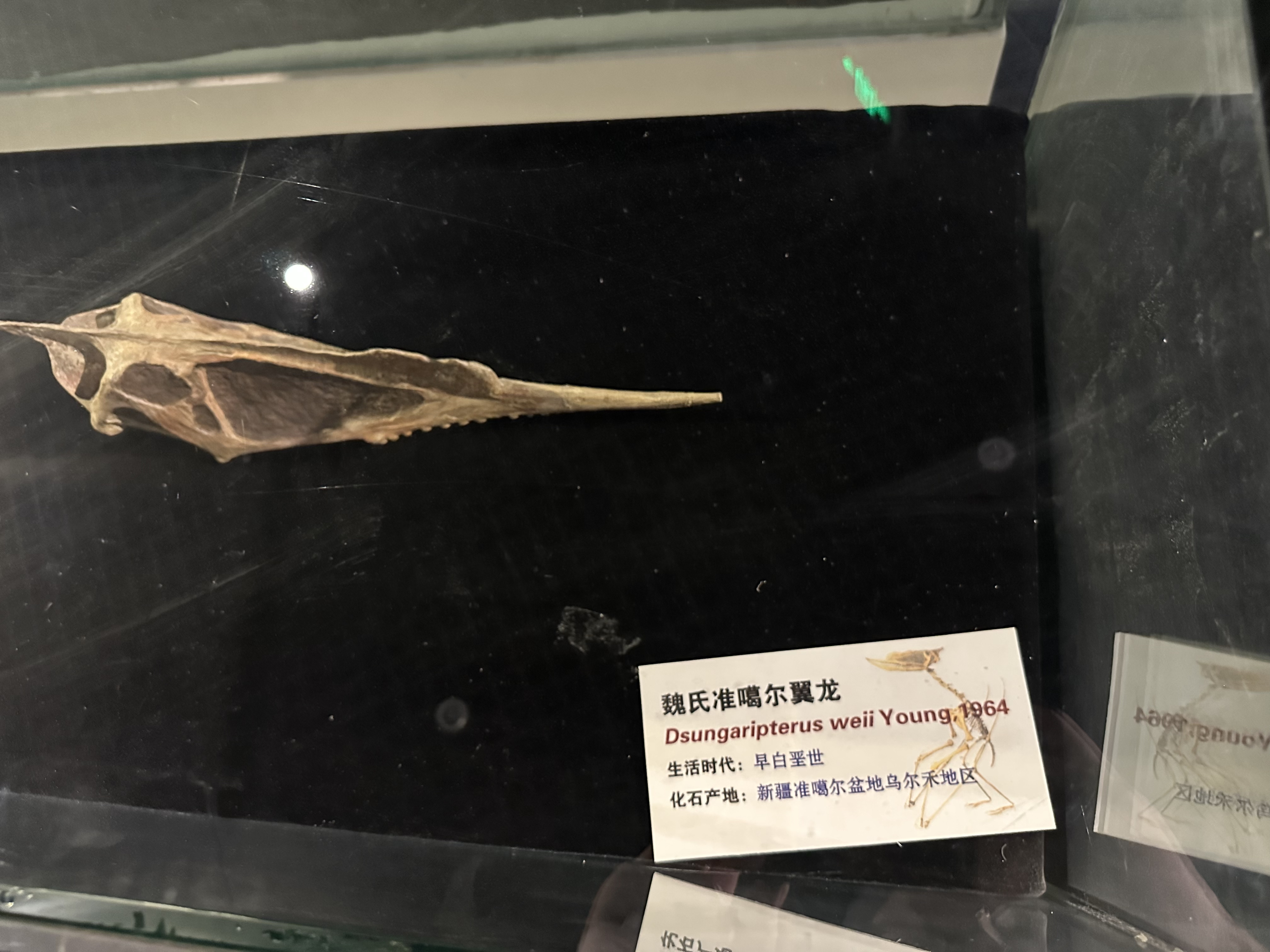
魏氏准噶尔翼龙（Dsungaripterus weii）
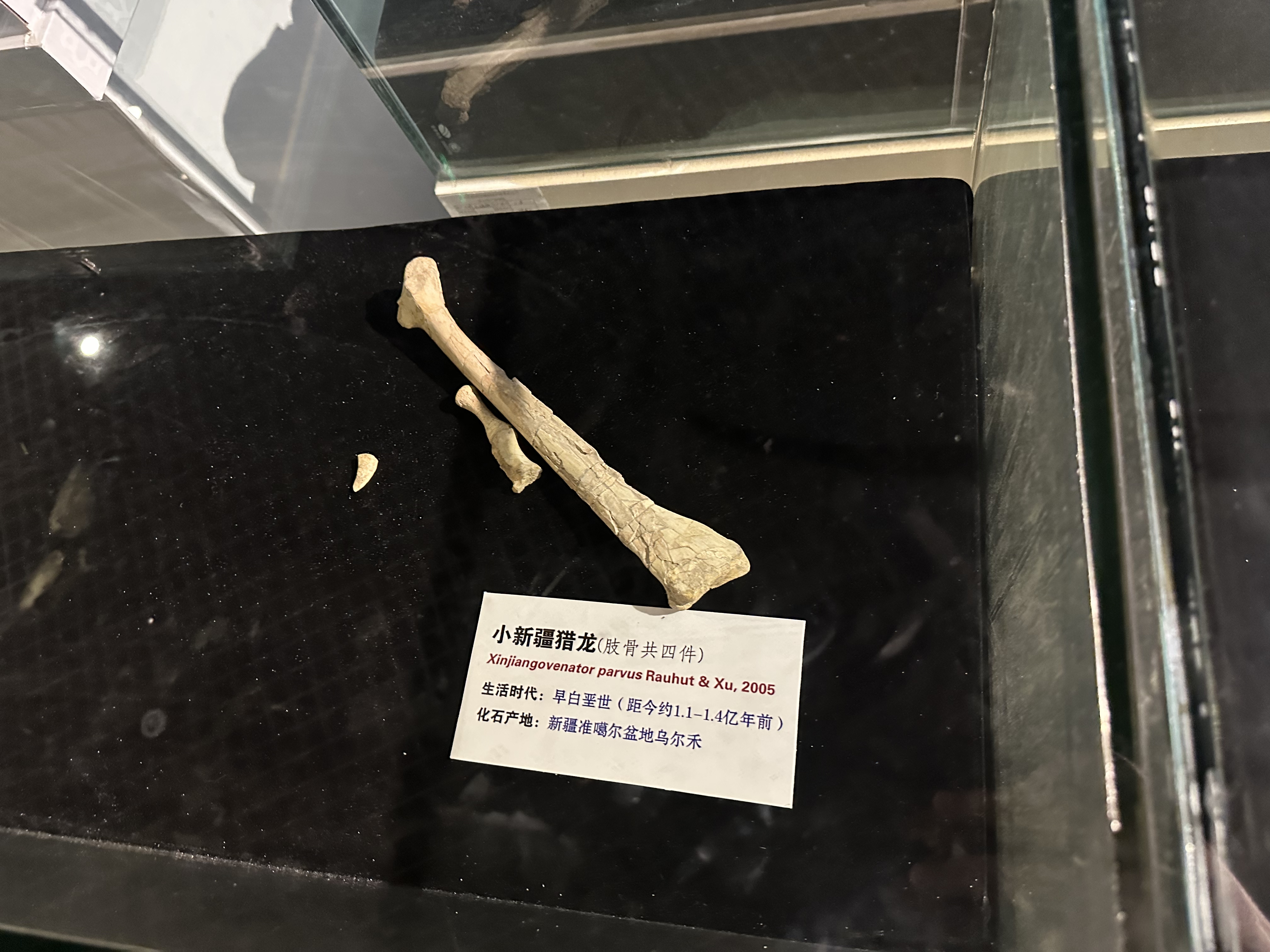
小新疆猎龙（Xinjiangovenator parvus）
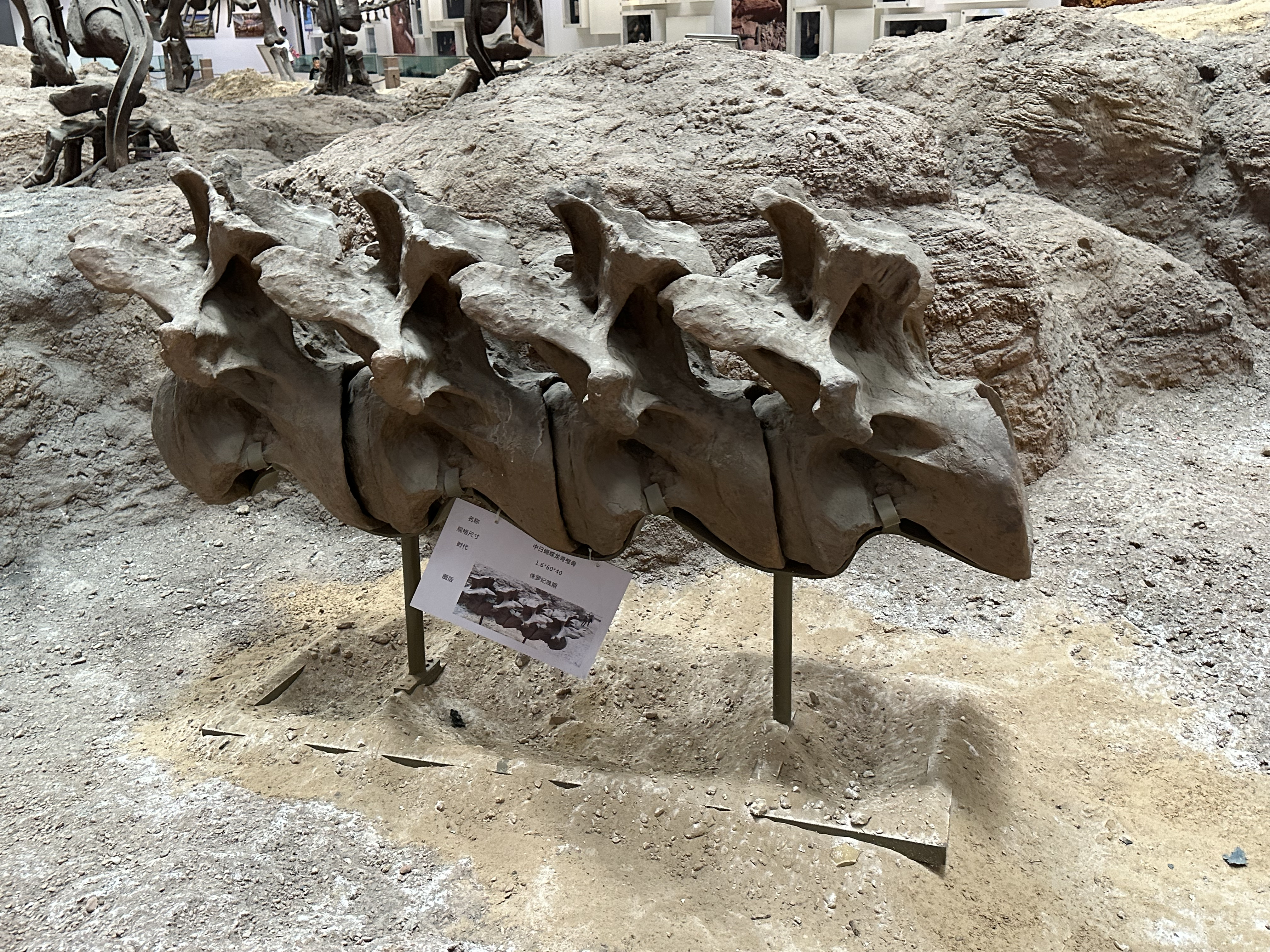
中日蝴蝶龙（Hudiesaurus sinojapanorum）脊椎骨
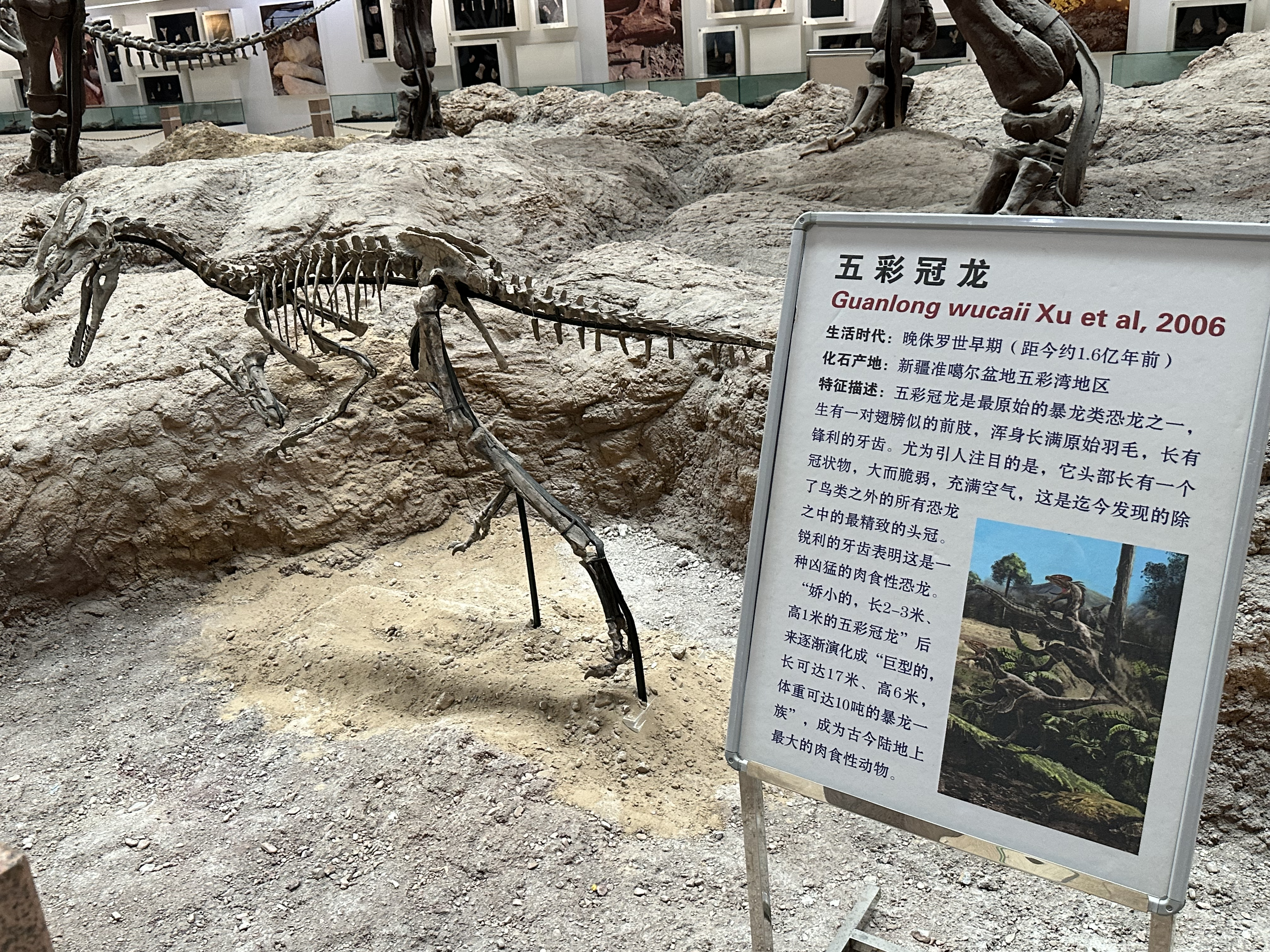
五彩冠龙（Guanlong wucaii）
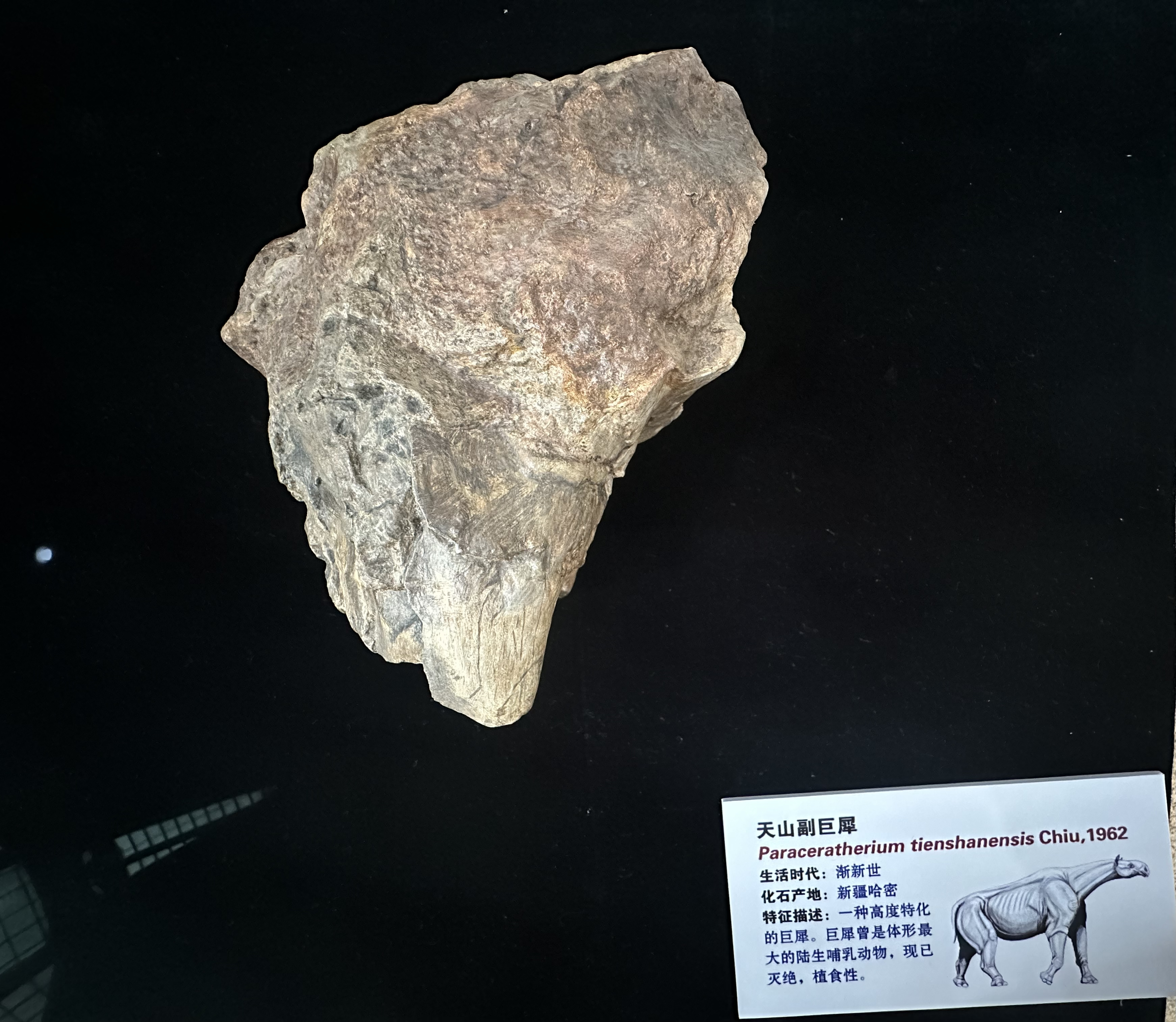
天山副巨犀（Paraceratherium tienshanensis）
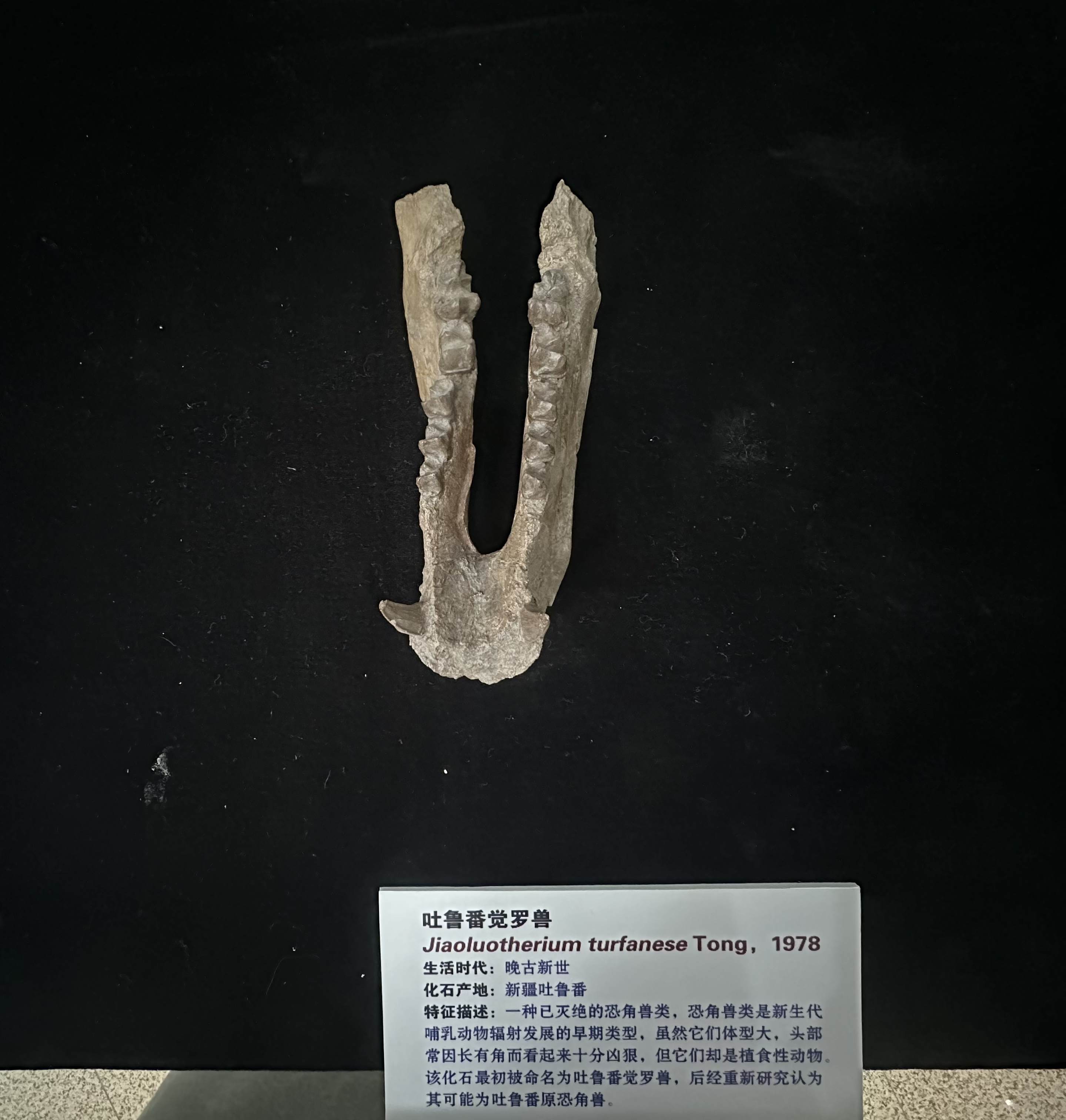
吐鲁番觉罗兽（Jiaoluotherium turfanense）
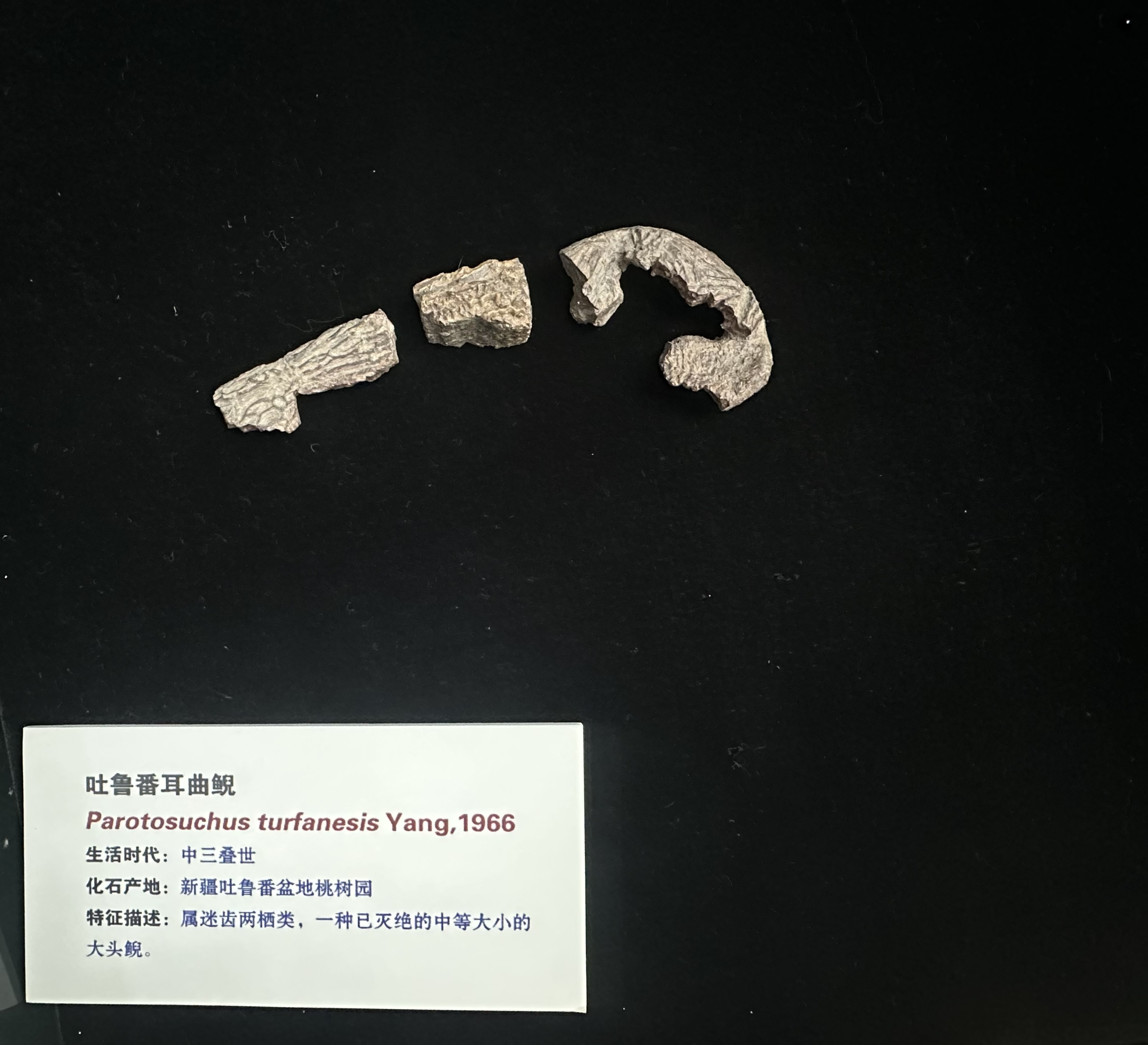
吐鲁番耳曲鲵（Parotosuchus turfanensis）
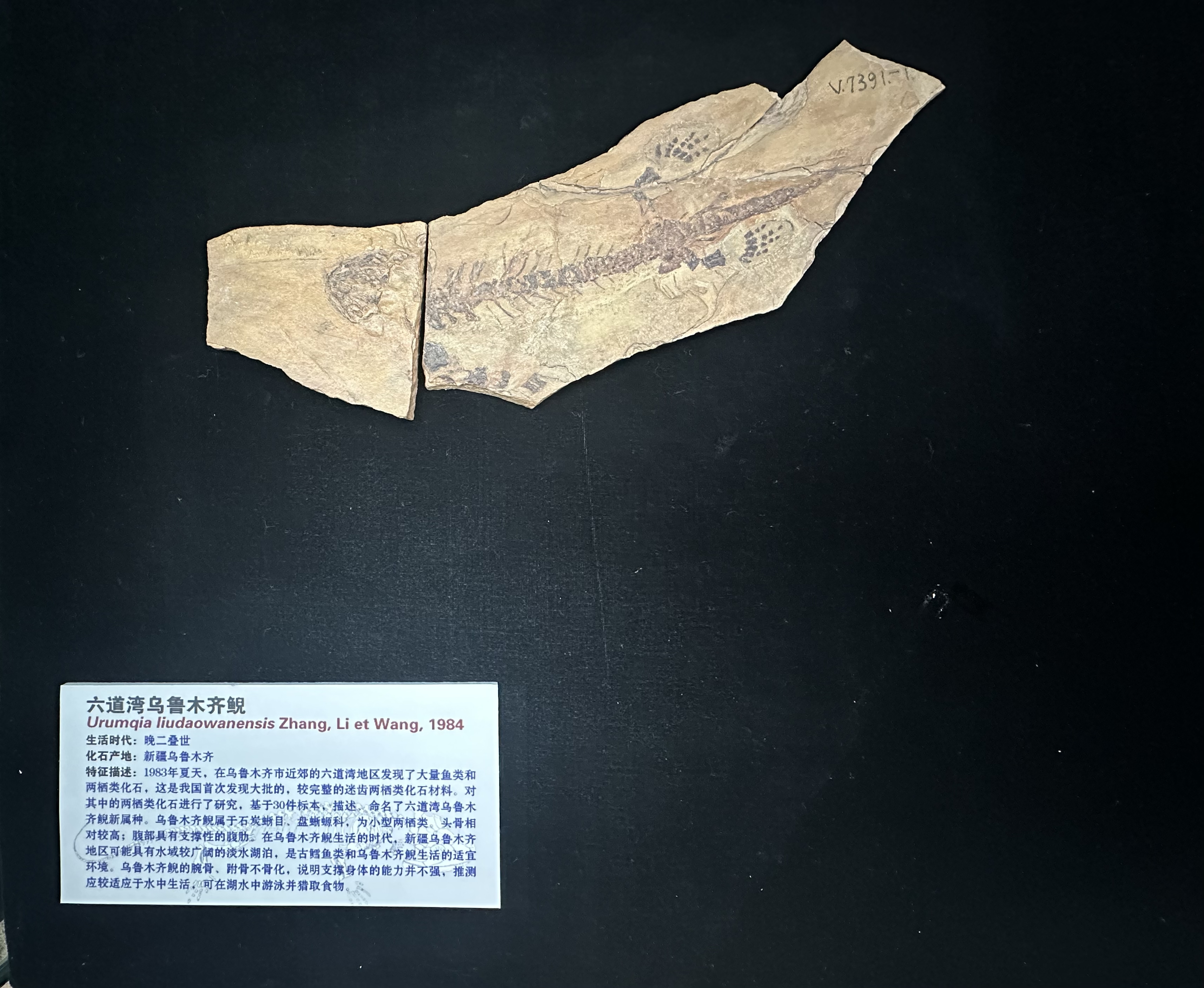
六道湾乌鲁木齐鲵（Urumqia liudaowanensis）
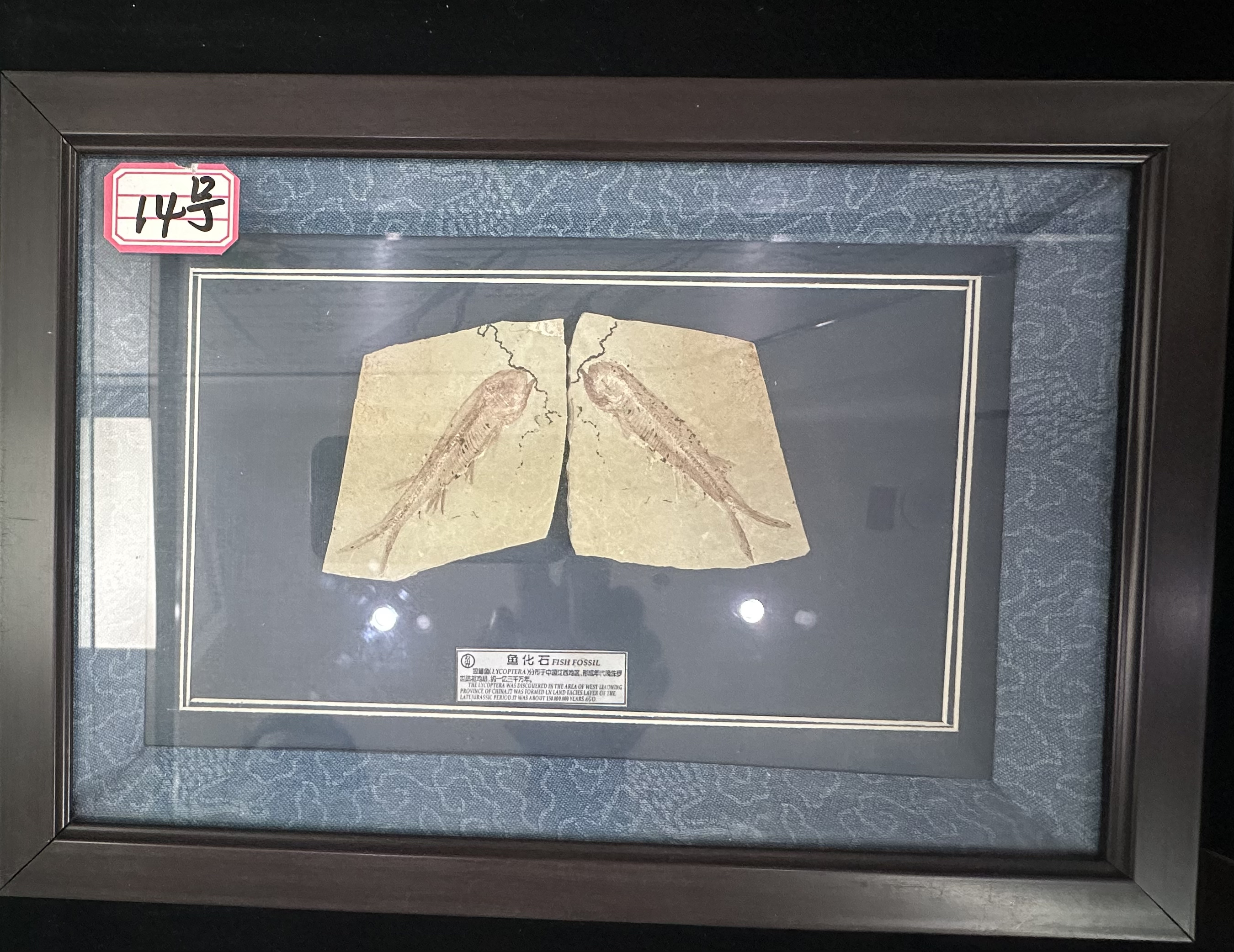
狼鳍鱼（Lycoptera）化石